# Cerro Colorados
Il Cerro Colorados, o semplicemente il Colorados, detto anche Cumbre Negra, è una montagna situata nelle Ande, al confine tra Cile e Argentina. È alta 6.080 metri. Il suo lungo e difficile accesso la rende uno dei seimila meno frequentati e più sconosciuti della regione.